# Eidfjord
Eidfjord es un municipio de la provincia de Hordaland, Noruega. El centro administrativo y localidad más poblada es Eidfjord, estando en segundo lugar la villa de Øvre Eidfjord. Tiene una población de 950 habitantes según el censo de 2015.

## Evolución administrativa
El municipio ha sufrido cambios a lo largo del tiempo, los cuales son:
| Año  | Cambio territorial                                 | Población | Variación |
| ---- | -------------------------------------------------- | --------- | --------- |
| 1891 | Eidfjord se separa de Ulvik                        | 1018      |           |
| 1895 | Una parte de Eidfjord es cedida a Ulvik            |           | -3        |
| 1964 | El municipio se fusiona con Ullensvang y Kinsarvik | 4854      |           |
| 1977 | El municipio vuelve a ser independiente            | 1223      |           |

## Nombre

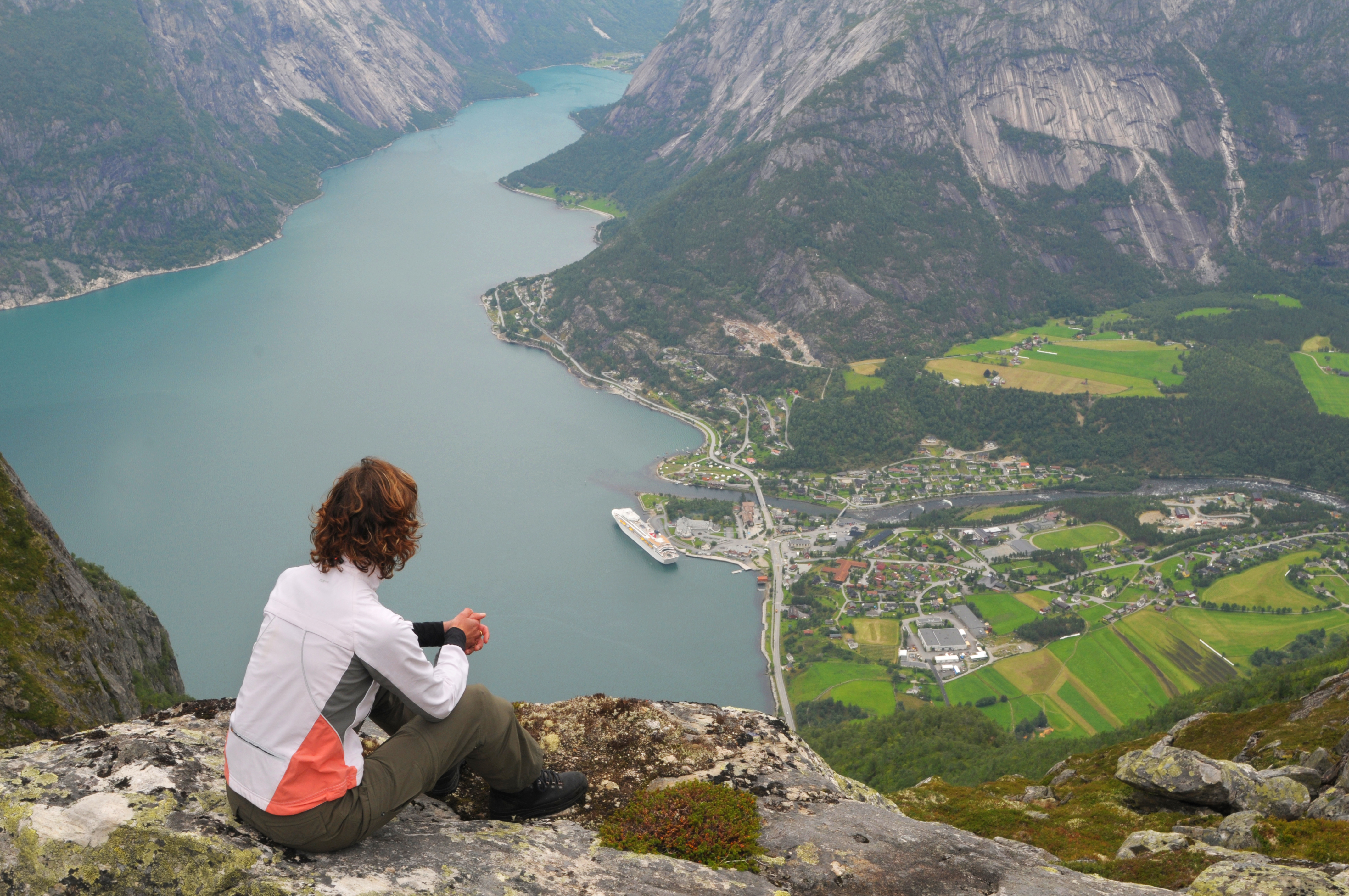
Vista del fiordo desde las alturas

El municipio lleva el nombre de (nórdico antiguo Eiðafjörðr), el primer elemento, es el nombre de la granja Eiðar, el segundo elemento es el elemento fiordo. La traducción del nombre a español es «tierra entre dos aguas», en este caso el fiordo y el lago de Eidfjordvatnet.

## Escudo de Armas
El escudo de armas es de los tiempos modernos. Se les concedió el 13 de julio de 1984. El escudo muestra un asta de reno , como la conocen los primeros pobladores de la zona fueron cazadores de renos.
El reno ha sido de gran importancia para la población durante muchos siglos. La cornamenta también simboliza los ríos que corren desde la montaña en el fiordo.

## Geografía

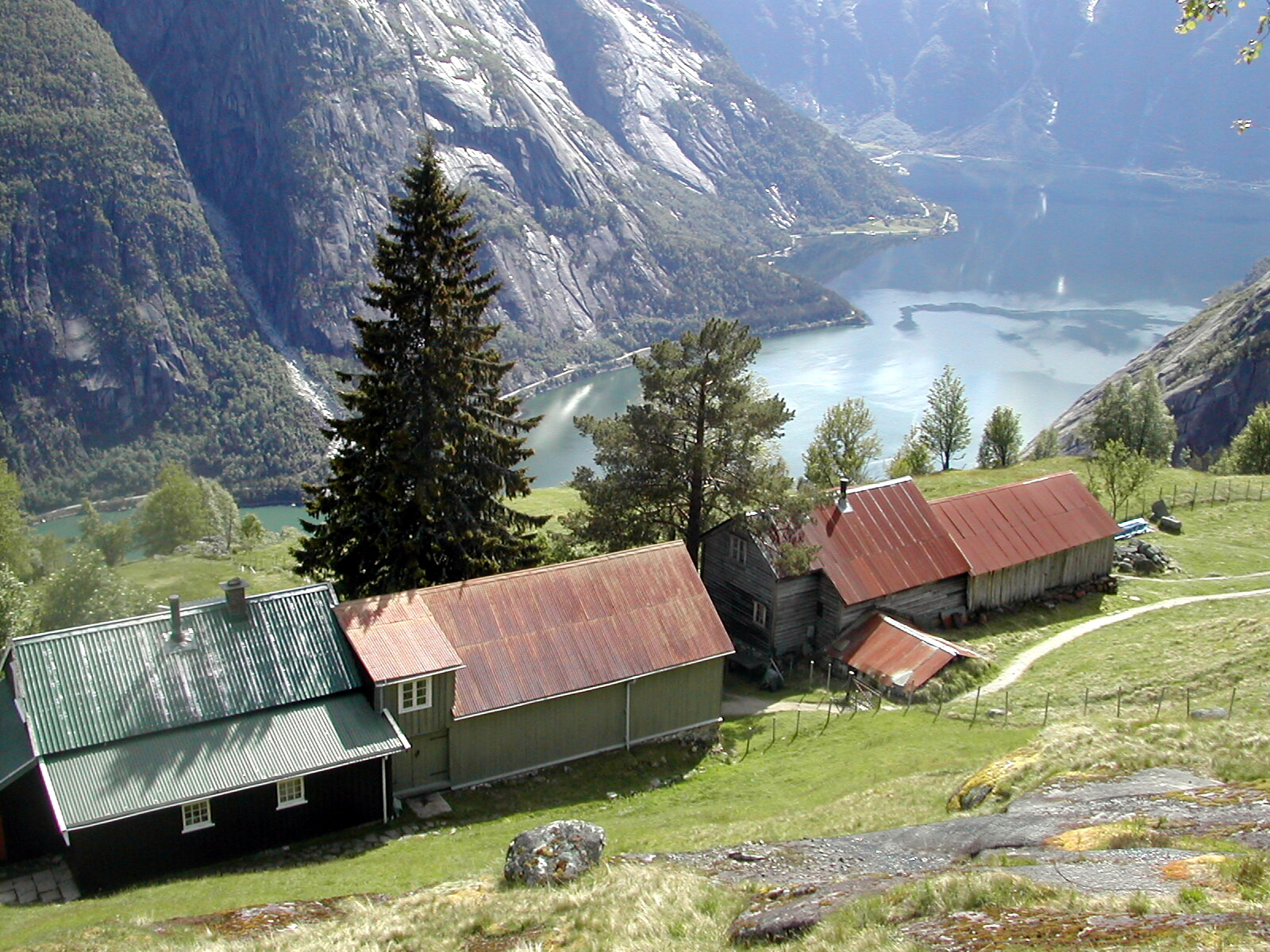
Granja típica

El municipio se asienta en la parte más interna del fiordo de Hardanger y llega a cubrir parte de la meseta de Hardangervidda y del parque nacional homónimo. Limita con los municipios de Ullensvang al suroeste, Nore og Uvdal y Hol al este y Ulvik al norte.
El municipio se compone de valles que están a nivel del mar rodeados de altas montañas que dan paso a la meseta de Hardangervidda. El valle de Måbødalen tiene como principal atractivo la cascada Vøringfossen. 
Hay una gran cantidad de lagos y entre ellos están Eidfjordvatnet, Nordmannslågen y Sysenvatnet. Otros tales como Halnefjorden, Skaupsjøen y Tinnhølen están parcialmente dentro del municipio.
El glaciar Hardangerjøkulen se encuentra en el norte del municipio. 

## Gobierno
El municipio se encarga de la educación primaria, asistencia sanitaria, atención a la tercera edad, desempleo, servicios sociales, desarrollo económico, y mantención de caminos locales.

### Concejo municipal
El concejo municipal (Kommunestyre) tiene 17 representantes que son elegidos cada 4 años y estos eligen a un alcalde. Estos son:

#### Eidfjord Kommunestyre 2011–2015
| Partido           | Número de representantes |
| ----------------- | ------------------------ |
| Partido Laborista | 5                        |
| Høyre             | 3                        |
| Partido de Centro | 7                        |
| Venstre           | 1                        |
| Independientes    | 1                        |